# Sorbus badensis
Sorbus badensis är en rosväxtart som beskrevs av Düll. Sorbus badensis ingår i släktet oxlar, och familjen rosväxter. IUCN kategoriserar arten globalt som sårbar. Inga underarter finns listade i Catalogue of Life.

## Bildgalleri

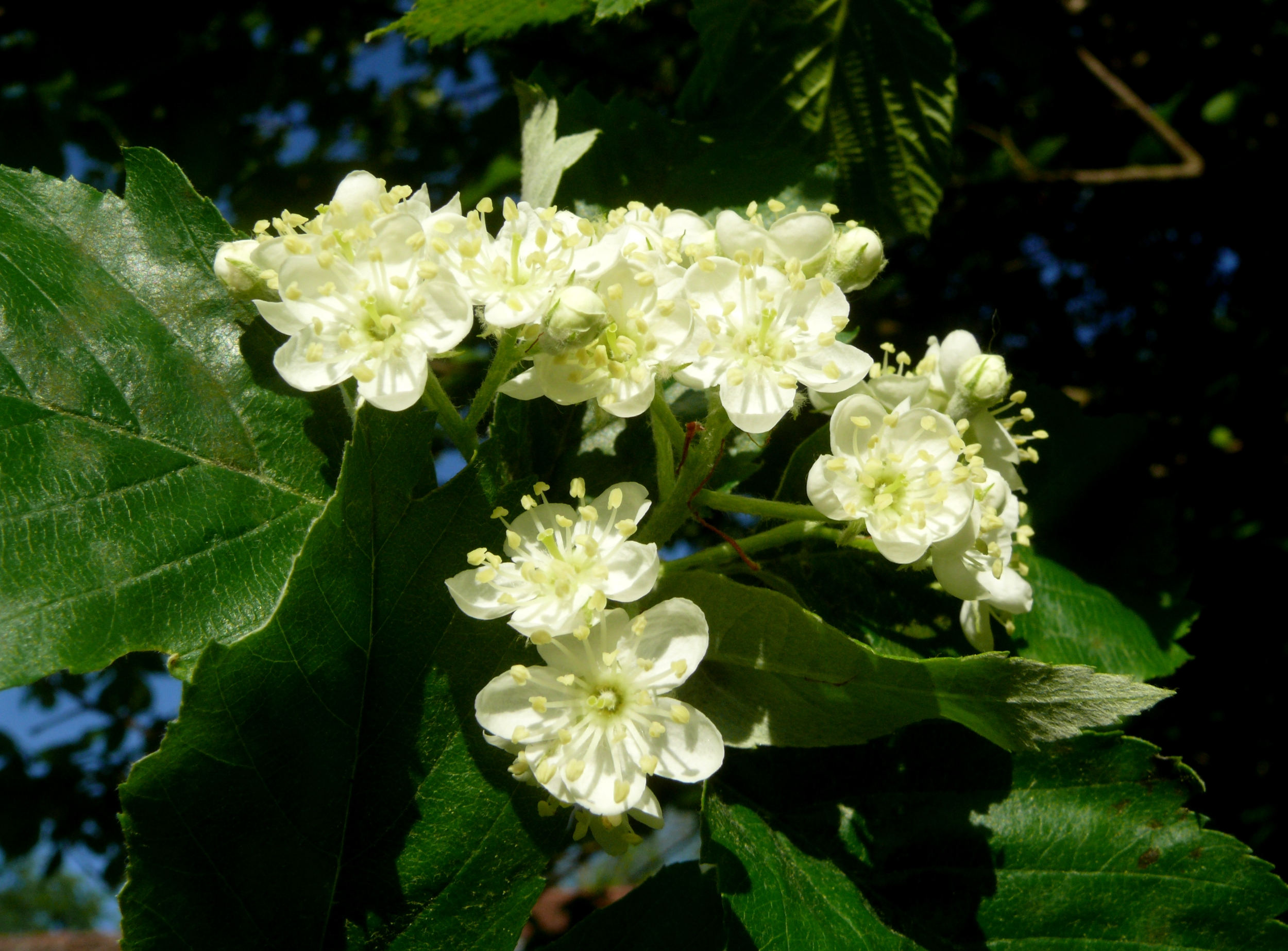
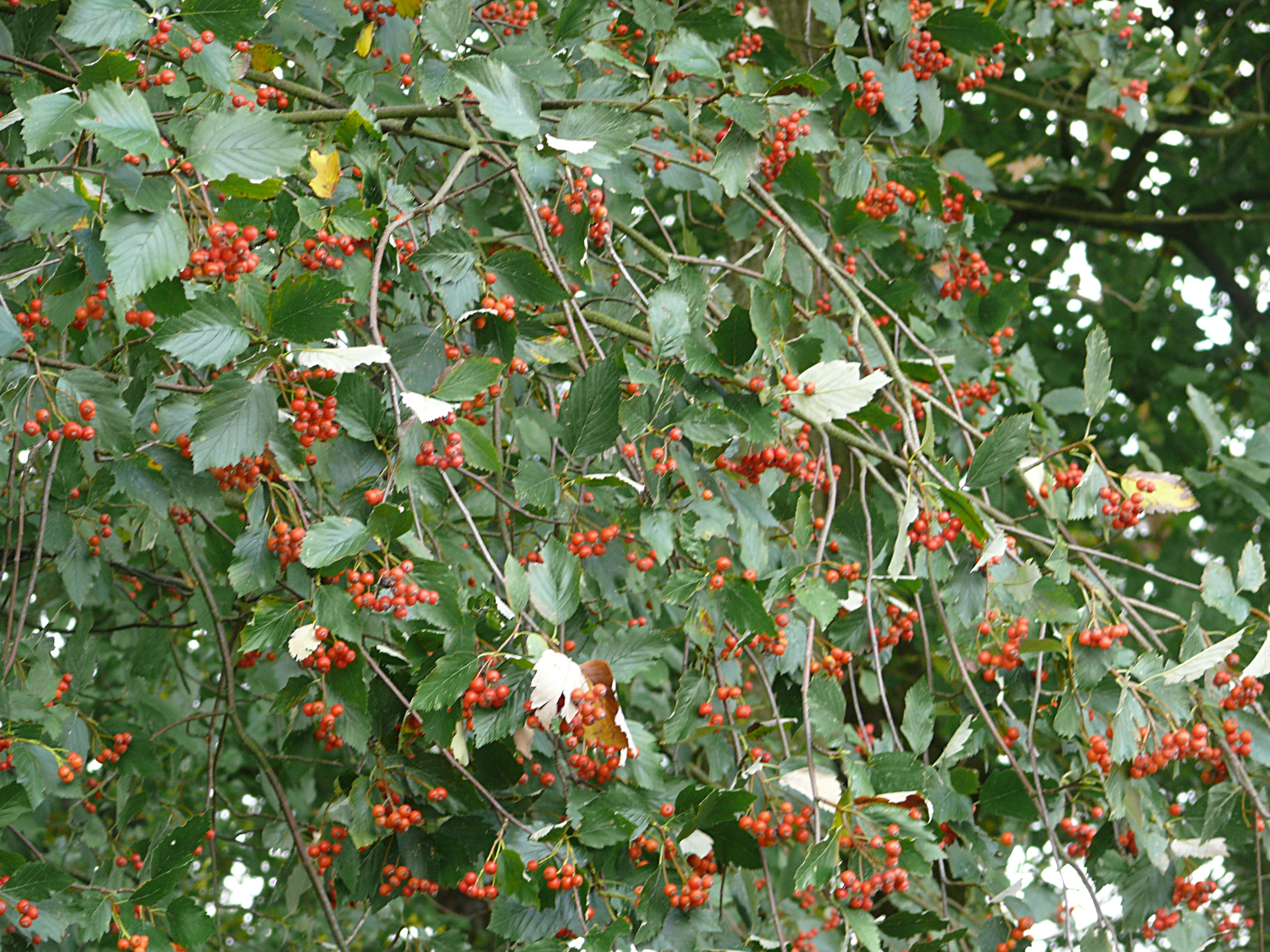
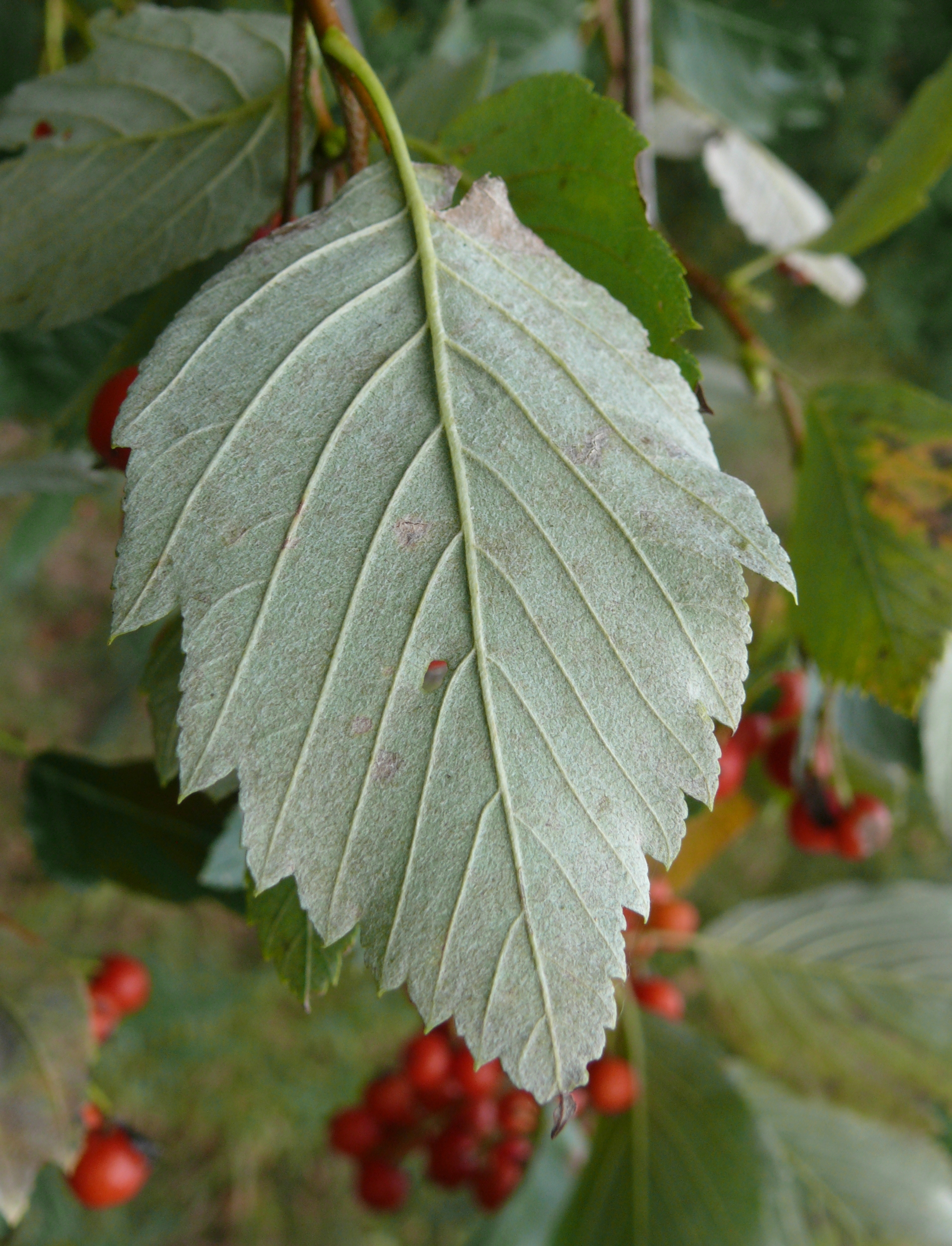
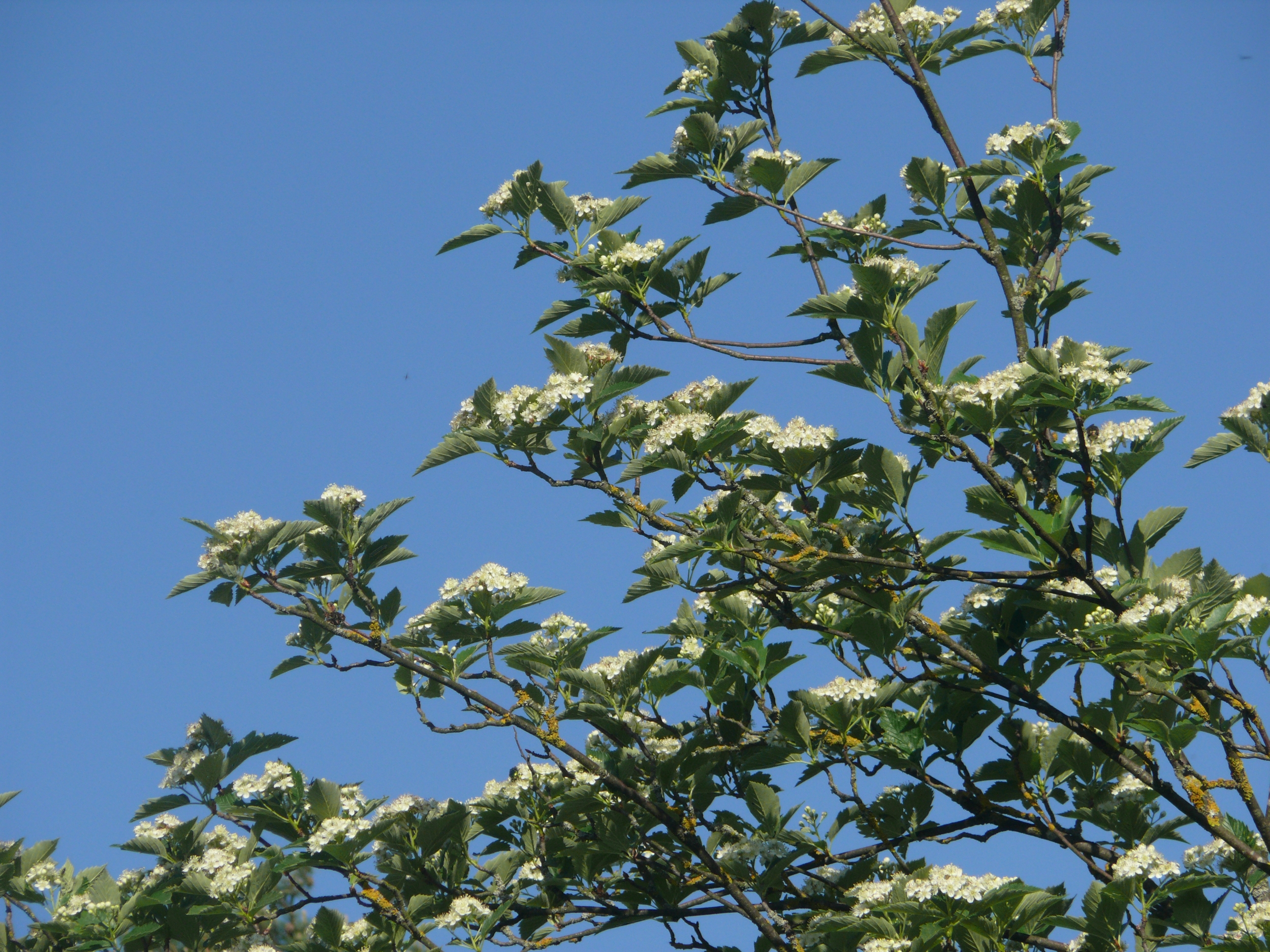
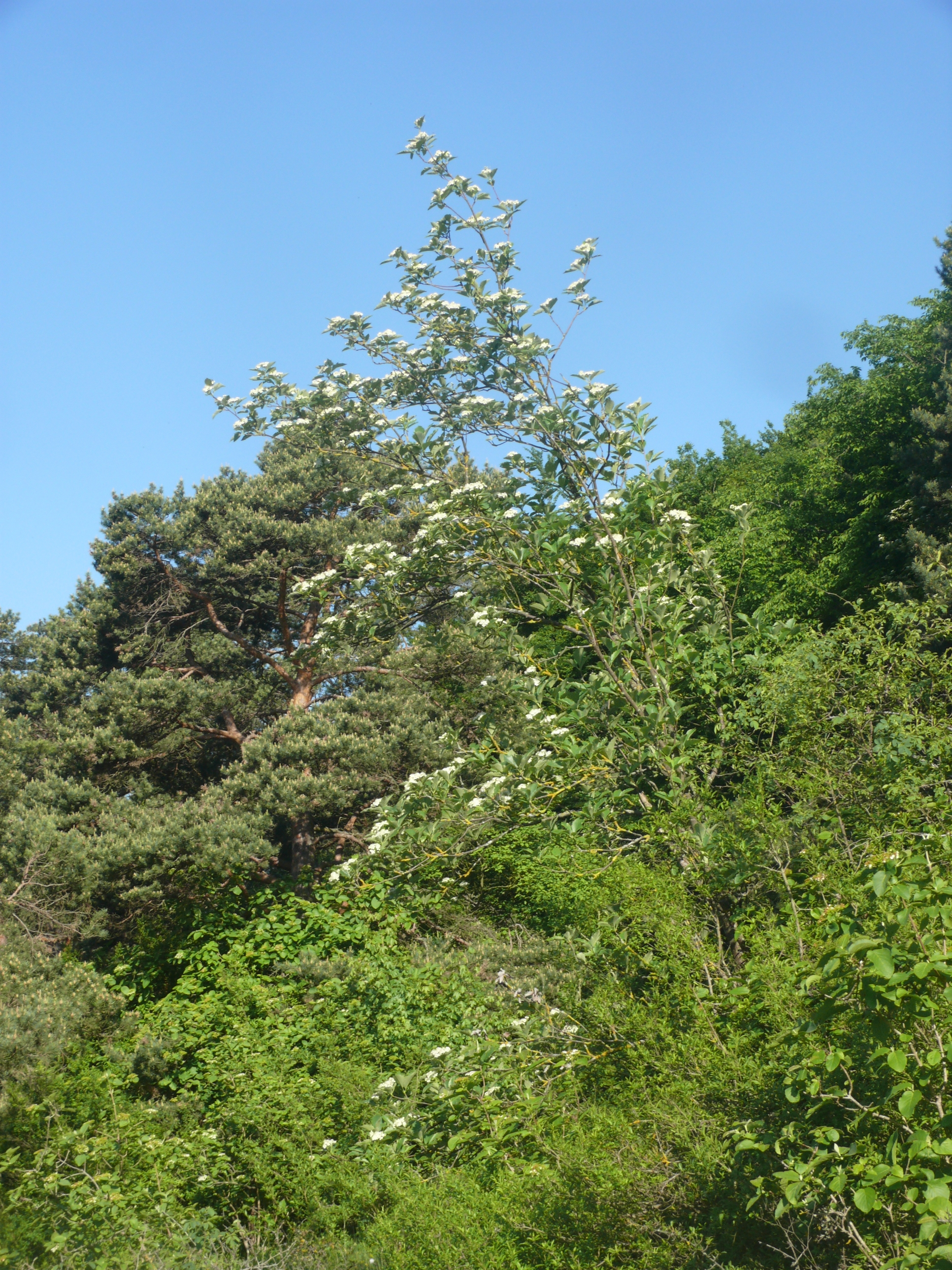
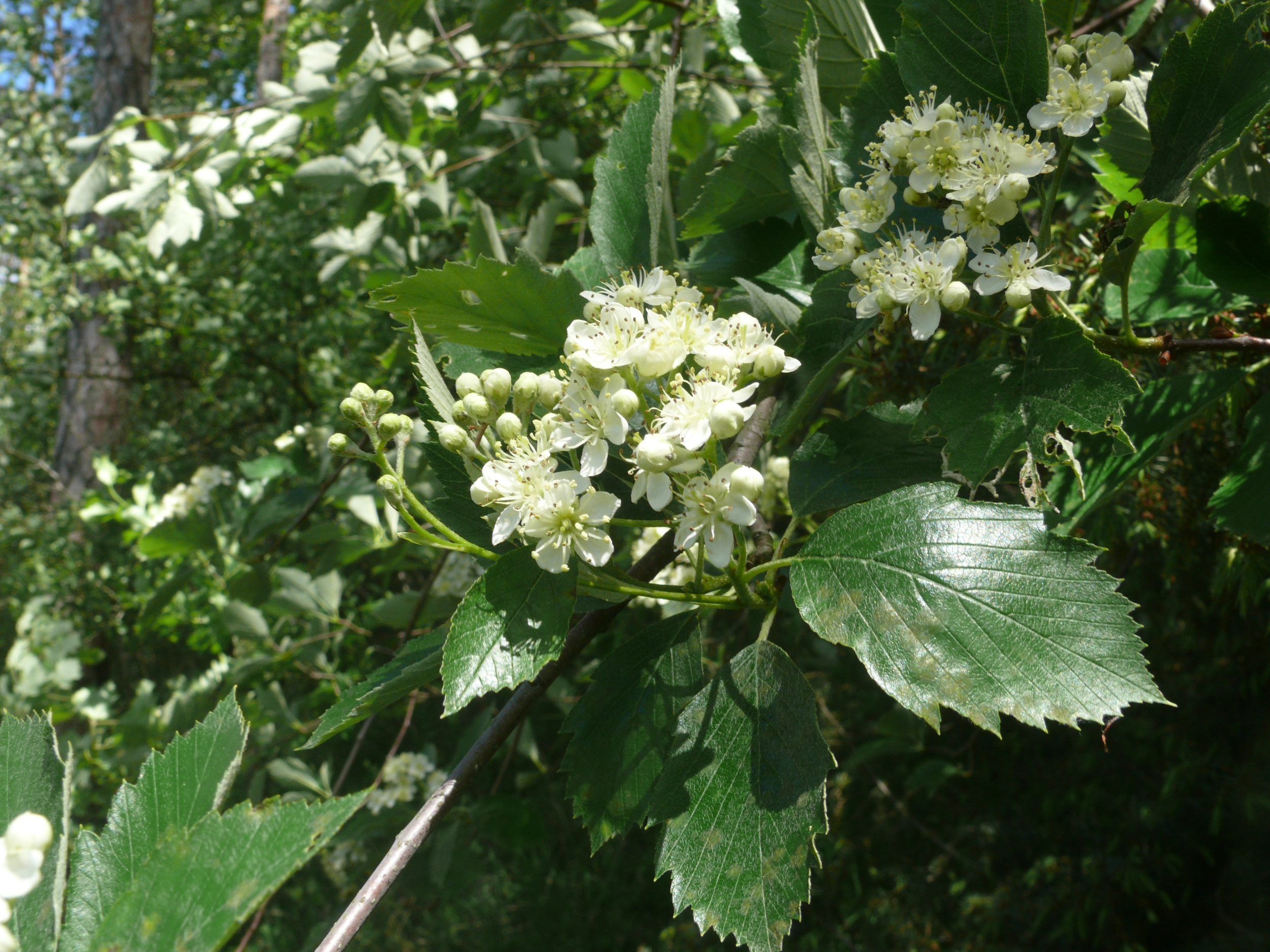